# Marković Selo
Marković Selo is een plaats in de gemeente Ogulin in de Kroatische provincie Karlovac. De plaats telt 58 inwoners (2001).